# 陕西旱灾
陕西旱灾（1928年－1930年），三年旱災造成陕西因災死亡人數达250多萬人，600多萬流民無處安身。